# Ligurer
Die Ligurer, auch Ligyer oder Ligurier (lateinisch Ligures, altgriechisch Λίγυες Ligyes) genannt, waren die vorrömische Bevölkerung der Gegend um den Golf von Genua. Ursprünglich hatten sie aber einen wesentlich ausgedehnteren Raum besiedelt, der vermutlich von der Poebene (Nord- und Mittelitalien), der französischen und italienischen Riviera, Korsika und Elba, dem Rhônegebiet und Aquitanien in Südfrankreich bis nach Spanien reichte. Sie waren die Träger der ligurischen Sprache, einer wohl eigenständigen indoeuropäischen Sprache.

## Vor- und Frühgeschichte
Die Vor- und Frühgeschichte der Ligurer ist nur unsicher aus verschiedenen linguistischen und archäologischen sowie Nennungen in antiken griechischen Quellen zu erschließen. Darunter gelten insbesondere die auf antiken Flur-, Orts- und Flussnamen beruhenden Deutungen der Namenforschung (Onomastik) als besonders unsicher. Die Griechen trieben wohl schon seit dem 8. Jahrhundert v. Chr. (archaische Periode) mit den Ligurern über das Mittelmeer Handel und gründeten im 7. Jahrhundert Massilia, das heutige Marseille, in ligurischem Gebiet. Die Ligurer werden deshalb bereits in frühen schriftlichen Quellen wie den Aufzeichnungen des Geographen Hekataios von Milet (ca. 560–480 v. Chr.) und dem Periplus des Pseudo-Skylax (4. Jahrhundert v. Chr.) erwähnt.
Der Name der Ligurer könnte auf eine indogermanische Wurzel zurückgehen und ursprünglich so viel wie „Die Hellen“ bedeutet haben. Die Ligurer wurden in der älteren Forschung traditionell zu den alteuropäischen (vor-indogermanischen) Völkern gezählt und waren vermutlich die Träger der Terramare-Kultur, einer bronzezeitlichen Kultur in Oberitalien. Mittlerweile werden sie aber aufgrund ihrer wohl indogermanischen Sprache eher den Indogermanen zugerechnet, auch wenn sie sich mit alteuropäischen Völkern vermischt haben könnten. Über die Sprache ist vor der Vermischung mit dem Keltischen nicht viel bekannt, außer wenigen Orts- und Flurnamen. Bisher wurden keine Inschriften gefunden. Entsprechend spekulativ sind alle Aussagen zur Verwandtschaft der nichtindogermanischen Ligurer in linguistischer Hinsicht.
Ein Hauptort der Ligurer war der Küstenort Albingaunum oder Album Ingaunum (heute Albenga) des ligurischen Stamms der Ingauni.
Ligurische Stämme waren u. a. die
- Apuaner
- Bagienner
- Dekieten
- Ingauni
- Oxybier
- Statielli

## Historische Zeit
Seit 700 v. Chr. wurden die Ligurer von den Kelten aus den meisten ihrer Wohngebiete auf das heute als Ligurien bezeichnete Küstengebiet zurückgedrängt, bildeten aber vor allem im Rhônetal eine den Keltiberern vergleichbare Mischbevölkerung mit keltischen Stämmen. Ab 238/236 v. Chr. gerieten sie unter die Herrschaft der Römer, nachdem sie bereits in der Zeit zuvor Hilfstruppen in den römischen Legionen gestellt hatten. 187 bis 175 v. Chr. leisteten sie erbitterte Widerstandskriege gegen die Römer, die dabei verschiedene Rückschläge hinnehmen mussten. Den Konsuln Marcus Baebius Tamphilus und Publius Cornelius Cethegus gelang erst im Jahr nach ihrem Konsulat (180 v. Chr.) die Unterwerfung des ligurischen Stammes der Apuaner, die nach Samnium umgesiedelt wurden und seither als Ligures Baebiani und Ligures Corneliani bezeichnet wurden. 173/172 v. Chr. kämpften die Römer gegen das ligurische Volk der Statielli, das sie besiegten und versklavten. 154 v. Chr. schlug der von den Massalioten zur Unterstützung herbeigerufene Konsul Quintus Opimius die ligurischen Stämme der Dekieten (lateinisch Deciates) und Oxybier.